# Khúc Lan
Khúc Lan là nữ nhạc sĩ người Việt nổi tiếng trong làng nhạc hải ngoại, được biết đến với nhiều ca khúc nhạc Pháp, nhạc Hoa và cả nhạc Nhật được viết lời Việt. Trong đó, các bản nhạc được yêu thích nhất có thể kể đến như "Chiếc Lá Mùa Đông", "Những Lời Dối Gian", "Một Thuở Yêu Người", "Nhớ Người", "Sa Mạc Tình Yêu",  "Tàn Tro", "Tình Nồng", "Tình Ngang Trái", "Trái Tim Lầm Lỡ",...

## Tiểu sử và gia đình
Không có thông tin chi tiết nào về tên thật cũng như ngày sinh của bà. Bà là em ruột của nhạc sĩ Phượng Vũ, tác giả của nhạc lính nổi tiếng "Áo Nhà Binh" (được Duy Khánh hát trước 1975). Nhạc sĩ Phượng Vũ cho biết cha và mẹ của ông cưới nhau 3 năm nhưng không có con; bà nội sốt ruột quá nên cưới thêm dâu nhỏ. Người vợ thứ 2 này sinh được 2 người con, rồi đến 8 năm sau nữa người vợ đầu mới sinh ra ông và nhạc sĩ Khúc Lan.
Bà sinh quán ở vùng đất Thủ Dầu Một. Thuở sinh viên cô du học bên Nhật với nhiều mơ mộng và lãng mạn.

## Con đường âm nhạc
Sau năm 1975, bà sang Pháp, bắt đầu một cuộc sống mới. Ít người biết rằng khởi đầu sự nghiệp của bà là viết nhạc đấu tranh, chứ không phải là một người chuyên viết lời Việt cho nhạc ngoại như người ta thường biết. Nàng miên man sáng tác những ca khúc thương làng cũ, nhớ cảnh xưa và cống hiến tài năng của mình cho Tổng hội Sinh viên Việt Nam tại Paris.
Nhà văn Duyên Anh, trong một bài viết về Khúc Lan, đã so sánh việc Khúc Lan viết, hát nhạc đấu tranh cũng giống như Trịnh Công Sơn viết và hát nhạc phản chiến. Nhưng khác ở một điểm: Trịnh Công Sơn quẫy động Sài Gòn trước 1975, còn Khúc Lan chỉ khẽ động Paris sau 1975.
Duyên Anh viết:
"Trịnh Công Sơn hát nhạc Trịnh Công Sơn, áp phích viết bằng tay, dán lấp cẩu thả lên vài bức tường gần nơi Trịnh Công Sơn xuất hiện, hàng ngàn thính giả tuổi trẻ náo nức tới chiêm ngưỡng Trịnh Công Sơn, và nghe Trịnh Công Sơn hát nhạc của chàng.
Ở Paris, nghệ thuật âm thầm tuyệt vọng, im lặng như tờ. Khúc Lan hát nhạc Khúc Lan, quảng cáo trịnh trọng trên báo chí, áp phích in màu đàng hoàng dán gần nơi Khúc Lan xuất hiện. Nhưng chỉ có từ 100 đến 300 thính giả tuổi trẻ náo nức tới chiêm ngưỡng Khúc Lan, và nghe Khúc Lan hát nhạc của nàng mà thôi.
Paris, vùng tạm trú của nghệ thuật Việt Nam. Còn Saigon là vùng vĩnh cửu, vùng linh thiêng, vùng đãi ngộ nghệ thuật Việt Nam. Người truyền đạt âm nhạc, hàng triệu thính giả sung sướng nghe. Người soạn ca khúc, hàng triệu thính giả cảm phục biết. Đem Paris tạm bợ so với Saigon vĩnh cửu, thấy tận lòng mình xót xa".
Vì vậy, cho tới một ngày bà nhận ra rằng nhạc đấu tranh chỉ phục vụ một giai đoạn ngắn ngủi nào đó. Nó sẽ chết mà chẳng ai thèm thương xót. Bởi vì âm nhạc dùng âm thanh để diễn tả niềm vui và nỗi buồn của con người, chứ không diễn tả những cảnh thù hằn nhau.
Năm 1983, bà quyết định sang Mỹ định cư rồi chuyển hướng sáng tác của mình sang một lối rẽ mới.

## Thành tựu âm nhạc
Những bài nhạc ngoại được Khúc Lan viết lời Việt đã làm phong phú thêm làng nhạc Việt đang cũ kỹ vì thiếu ca khúc mới, thiếu đất diễn cho thế hệ ca sĩ trưởng thành ở hải ngoại. Những ca khúc như "Tình Nồng", "Một Thuở Yêu Người", "Dĩ Vãng Nhạt Nhoà", "Chiếc Lá Mùa Đông"... đã làm nên tên tuổi của Tô Chấn Phong.
Không chỉ vậy, thế hệ ca sĩ Ngọc Lan, Don Hồ, Lâm Nhật Tiến, Tú Quyên, Ngọc Hương, Thanh Hà, La Sương Sương... đã làm mưa làm gió ở thị trường âm nhạc hải ngoại thập niên 1980, 1990, với sự góp sức không nhỏ của Khúc Lan với hàng trăm bài nhạc quốc tế nổi tiếng được cô chuyển lời Việt. Cùng với nhạc sĩ Nhật Ngân, bà trở thành 2 trong số những nhạc sĩ soạn lời Việt cho nhạc ngoại hay nhất và nhiều nhất.
Khi nghe những bài nhạc của bà chuyển lời Việt, người yêu nhạc có thể dễ dàng nhận ra sự nữ tính đặc trưng của bài hát, có lẽ sự khác biệt đến từ sự hiếm hoi của gương mặt nữ trong giới nhạc sĩ Việt Nam. Những lời hát của Khúc Lan thường rất tha thiết, lãng mạn và tràn đầy cảm xúc.
Một số bài hát của bà còn được các ca sĩ trẻ trong nước hát lại và được yêu thích, như Nathan Lee với Tàn Tro, Cơn Mưa Hạ, Dĩ Vãng Nhạt Nhòa... Thanh Thảo với Những Lời Dối Gian, Mỹ Tâm với Tình Em Ngọn Nến
Hiện tại, những bài hát nhạc ngoại lời Việt của bà đã có tuổi đời hàng chục năm, gắn bó với các thế hệ người nghe vẫn được rất nhiều ca sĩ cũng như khán giả trẻ yêu thích, đặc biệt là tại các cuộc thi và các chương trình âm nhạc nổi tiếng trong nước.